# Le Grand (Califòrnia)
Le Grand és una concentració de població designada pel cens dels Estats Units a l'estat de Califòrnia. Segons el cens del 2000 tenia 1.760 habitants.

## Demografia
Segons el cens del 2000, Le Grand tenia 1.760 habitants, 463 habitatges, i 414 famílies. La densitat de població era de 189,8 habitants/km².
Dels 463 habitatges en un 53,8% hi vivien nens de menys de 18 anys, en un 66,7% hi vivien parelles casades, en un 16,8% dones solteres, i en un 10,4% no eren unitats familiars. En el 8,9% dels habitatges hi vivien persones soles el 5% de les quals corresponia a persones de 65 anys o més que vivien soles. El nombre mitjà de persones vivint en cada habitatge era de 3,8 i el nombre mitjà de persones que vivien en cada família era de 3,98.
Per edats la població es repartia de la següent manera: un 40,2% tenia menys de 18 anys, un 9,4% entre 18 i 24, un 25,3% entre 25 i 44, un 16,4% de 45 a 60 i un 8,7% 65 anys o més.
L'edat mediana era de 25 anys. Per cada 100 dones de 18 o més anys hi havia 97,2 homes.
La renda mediana per habitatge era de 28.894 $ i la renda mediana per família de 29.565 $. Els homes tenien una renda mediana de 26.094 $ mentre que les dones 22.596 $. La renda per capita de la població era de 10.389 $. Entorn del 18,5% de les famílies i el 23,2% de la població estaven per davall del llindar de pobresa.

## Poblacions properes
El següent diagrama mostra les poblacions més properes.